# Vinzenz Schüpfer
Vinzenz Schüpfer (* 4. April 1868; † 6. Dezember 1955) war ein deutscher Forstwissenschaftler.

## Leben
Er erwarb 1896 das Staatsexamen, 1901 die Promotion und 1903 die Habilitation. 1906 wurde er Professor für Forsteinrichtung und Massenermittlung an der Universität München. Er war Ehrenbürger der Universität München.

## Schriften (Auswahl)
- Rentabilitäts-Untersuchungen in Kiefernbeständen der Oberpfalz. Langensalza 1901, OCLC 890994408.
- Die Entwickelung des Durchforstungsbetriebes in Theorie und Praxis seit der 2. Hälfte des 18. Jahrhunderts. Dargestellt unter besonderer Berücksichtigung der bayerischen Verhältnisse. München 1903, OCLC 56853476.
- Die Bedeutung des Waldes und der Forstwirtschaft für die Kultur im Wechsel der Zeiten. Rektorats-Antrittsrede, gehalten am 26. November 1927. München 1928.
- Grundriß der Forstwissenschaft. Für Waldbesitzer und Forstmänner sowie für Studierende zur Einführung. Stuttgart 1932, OCLC 46142494.